# Pürewdżawyn Önörbat
Pürewdżawyn Önörbat (mong. Пүрэвжавын Өнөрбат; ur. 15 lutego 1988) – mongolski zapaśnik w stylu wolnym. Dwukrotny olimpijczyk. Dwunasty w Londynie 2012 (74 kg) i piętnasty w Rio de Janeiro 2016 (74 kg). Walczył w kategorii 74 kg.
Trzykrotny uczestnik mistrzostw świata, srebrny medalista w 2015. Siódmy na igrzyskach azjatyckich w 2010. Srebrny medal w mistrzostwach Azji w 2008 i 2014, a brązowy w 2010, 2011 i 2017. Piąty w Pucharze Świata w 2014 i szósty w 2015, 2016 i 2017 roku.
- Turniej w Londynie 2012

Przegrał pierwszy pojedynek z Gruzinem Davitem Chutsiszwilim i odpadł z turnieju.